# Parallelia albifusa
Parallelia albifusa là một loài bướm đêm trong họ Erebidae.